# Gardnerycteris crenulatum
Gardnerycteris crenulatum (E.Geoffroy, 1803) è un pipistrello della famiglia dei Fillostomidi diffuso in America centrale e meridionale.

## Descrizione

### Dimensioni
Pipistrello di medie dimensioni, con la lunghezza della testa e del corpo tra 55 e 69 mm, la lunghezza dell'avambraccio tra 46 e 55 mm, la lunghezza della coda tra 15 e 29 mm, la lunghezza del piede tra 10 e 14 mm, la lunghezza delle orecchie tra 21 e 28 mm e un peso fino a 18 g.

### Aspetto
La pelliccia è lunga. Le parti dorsali sono variano dal grigiastro al bruno-nerastro, con una striscia dorsale biancastra che si estende dalla nuca fino alla groppa, mentre le parti ventrali sono giallastre, con la base dei peli più scura. Il muso è relativamente corto, gli occhi sono piccoli. Sul mento è presente un solco a forma di V circondato da piccole protuberanze verrucose. La foglia nasale è molto lunga, larga e lanceolata, con i margini dentellati e frangiati con lunghi peli. Le orecchie sono grandi, ben separate tra loro ed appuntite, con la base rosata e l'estremità nerastra. È presente una macchia giallo-brunastra alla base posteriore di ogni orecchio, sebbene sia spesso indistinta. Il trago è lungo, appuntito e presenta due incavi profondi sul bordo posteriore. Le ali sono attaccate posteriormente ai lati dei piedi. La coda è lunga e si estende fino alla metà dell'ampio uropatagio. Il calcar è più lungo del piede. Il cariotipo è 2n=32 FN=60.

## Biologia

### Comportamento
Si rifugia in piccoli gruppi nelle cavità degli alberi e in edifici.

### Alimentazione
Si nutre di insetti come scarabei, mosche, falene, ragni, scorpioni raccolti sulla vegetazione e anche di lucertole.

### Riproduzione
Femmine con un feto ciascuna sono state catturate in settembre e ottobre nello stato brasiliano di Minas Gerais e in aprile nella Costa Rica.

## Distribuzione e habitat
Questa specie è diffusa in America centrale dagli stati messicani di Campeche e Chiapas fino alla Bolivia settentrionale. È presente anche sull'isola di Trinidad.
Vive nelle foreste sempreverdi decidue secche, semi-decidue e a multistrato di pianura. È presente anche in piantagioni e nelle spianate in prossimità delle foreste.

## Tassonomia
Sono state riconosciute 4 sottospecie:
- G.c.crenulatum: Venezuela orientale, Guyana, Suriname, Guyana francese, Brasile nord-orientale fino allo stato di Bahia; isola di Trinidad;
- G.c.keenani (Handley, 1960): Messico sud-orientale, Belize; Guatemala e Honduras settentrionali, Nicaragua, Costa Rica, Panama, Colombia, Venezuela nord-occidentale, Ecuador occidentale;
- G.c.longifolium (Wagner, 1843): Colombia meridionale, Ecuador orientale, Perù orientale, Brasile occidentale e centrale, Bolivia settentrionale;
- G.c.picatum (Thomas, 1903): stati brasiliani di Bahia e Rio de Janeiro.

## Conservazione
La IUCN Red List, considerato il vasto areale e relativamente tollerante a diversi tipi di habitat, classifica M.crenulatum come specie a rischio minimo (Least Concern)).